# Salzburg Indoors
Чемпионат Зальцбурга по теннису в помещениях (англ. ATP Salzburg Indoors) — международный мужской профессиональный теннисный турнир, проходящий в ноябре в Зальцбурге (Австрия) на крытых твёрдых кортах. Входит в календарь Мирового тура ATP Challenger, в число его наиболее престижных турниров — Tretorn SERIE+.

## Общая информация
Турнир ATP Challenger в Зальцбурге проводится с 2009 года. Он включён в число турниров Tretorn SERIE+, и фирма Puma — производитель серии спортивного оборудования Tretorn — является одним из его спонсоров. В число спонсоров входят также немецкий телеканал Sport1 и пивная фабрика Zipfer.
Турнирная сетка рассчитана на 32 участника в одиночном разряде и 16 пар. В 2011 году призовой фонд составляет 42,5 тысячи евро, игрокам также оплачивается проживание.

## Победители и финалисты

### Одиночный разряд
| Год  | Победитель     | Финалист       | Счёт в финале   |
| ---- | -------------- | -------------- | --------------- |
| 2011 | Бенуа Пер      | Грега Жемля    | 6-76, 6-4, 6-4  |
| 2010 | Конор Найланд  | Ежи Янович     | 7-65, 6-72, 6-3 |
| 2009 | Михаэль Беррер | Яркко Ниеминен | 6-74, 6-4, 6-4  |

### Парный разряд
| Год  | Победители                   | Финалисты                           | Счёт в финале     |
| ---- | ---------------------------- | ----------------------------------- | ----------------- |
| 2011 | Филипп Освальд Мартин Фишер  | Александр Васке Ловро Зовко         | 6-3, 3-6, [14-12] |
| 2010 | Александр Пейя Мартин Сланар | Рамиз Джунейд Франк Мозер           | 7-61, 6-3         |
| 2009 | Игорь Зеленай Филипп Маркс   | Санчай Ративатана Сончат Ративатана | 6-4, 7-5          |